# Ludovic Badey
Pas d'image ? Cliquez ici
Ludovic Badey, né le 23 avril 1980 à Lyon (Rhône), est le Directeur Général de la société Framateq et un pilote automobile français.

## Carrière

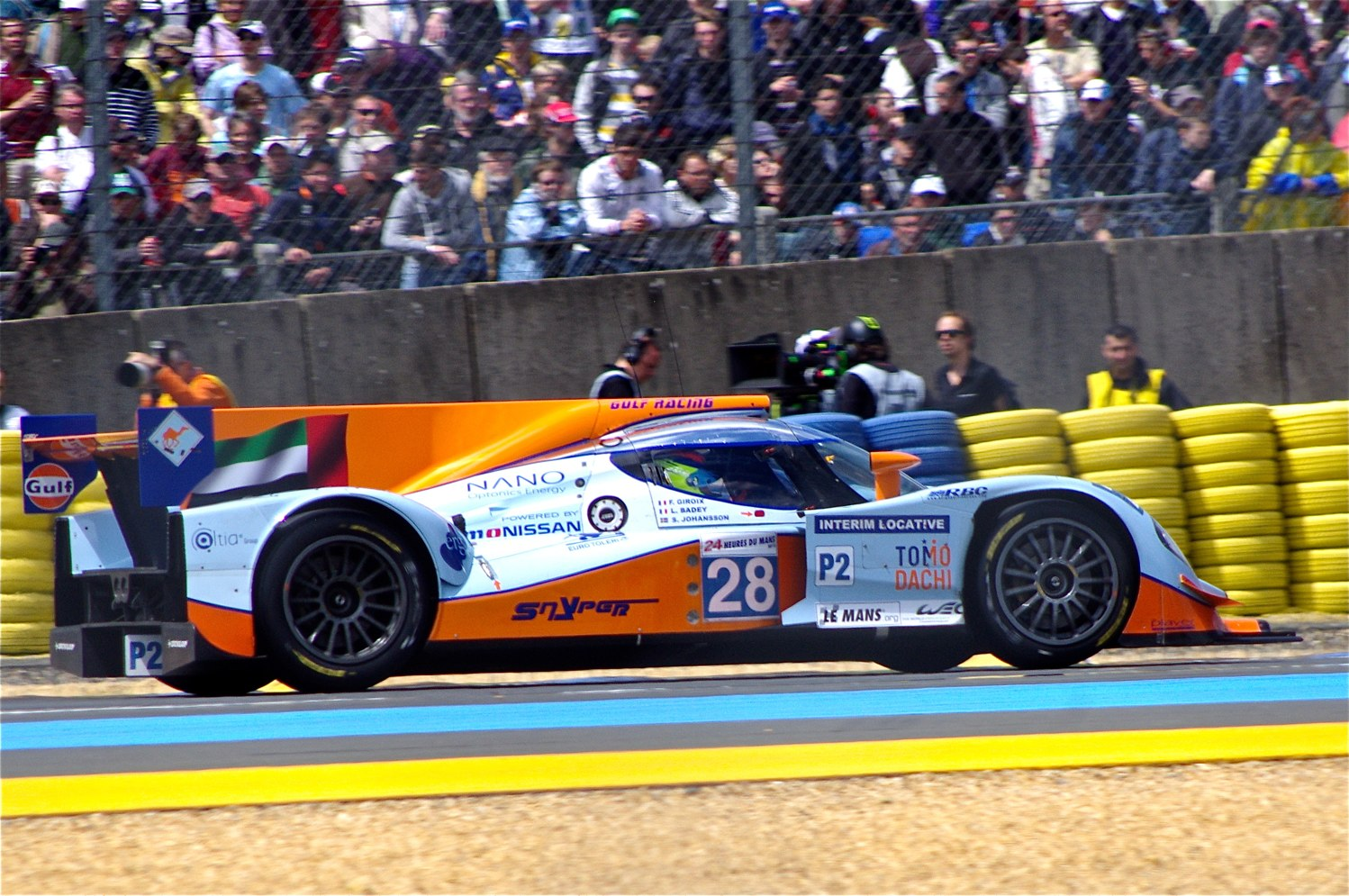
Lola B12/80-Nissan de l'écurie Gulf Racing Middle East pilotée par Ludovic Badey aux 24 Heures du Mans

En 2012, Ludovic Badey s'engage dans le championnat Blancpain Endurance Series et le championnat de France FFSA GT avec l'écurie SOFREV ASP aux mains d'une Ferrari 458 Italia GT3,. En Blancpain Endurance Series, il a fini le championnat en 6e position avec 54 points en étant monté une fois sur le podium. En Championnat de France FFSA GT, il a fini le championnat en 11e position avec 86 points en étant monté deux fois sur le podium dont une victoire. Il profite également de l’impossibilité pour Maxime Jousse de participer aux 24 Heures du Mans pour intégrer l'écurie Gulf Racing Middle East et ainsi participer à ses premiers 24 Heures,. Malheureusement, pour cette première expérience, la voiture ne boucle que 92 tours et abandonne.
En 2013, Ludovic Badey, toujours dans le championnat Blancpain Endurance Series et le championnat de France FFSA GT, s'engage avec l'écurie Thiriet par TDS Racing aux mains d'une BMW Z4 GT3,. En Blancpain Endurance Series, il a fini le championnat en 7e position avec 42 points en étant monté deux fois sur le podium. En Championnat de France FFSA GT, il a fini le championnat en 12e position avec 63 points en étant monté deux fois sur le podium. Il a également renouvelé son expérience aux 24 Heures du Mans. La semaine mancelle a été riche en émotion. Tout d'abord un accident durant les essais nécessitant un changement de coque et la reconstruction de la voiture. À la suite de cela, la voiture débuta l'épreuve en 19e ligne de la grille. Elle remonta jusqu’à la 6e place des LMP2 quand, à une petite heure du drapeau à damier, Ludovic Badey s’est fait surprendre par une violente averse, de quoi envoyer la voiture contre le rail de protection, et mettre un terme précipité à l’aventure,.

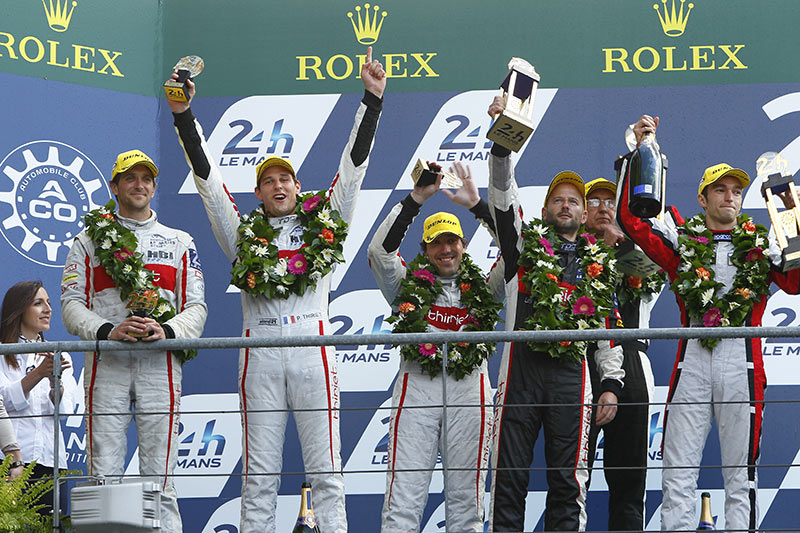
Ludovic Badey sur le podium des 24 Heures du Mans

En 2014, Ludovic Badey a poursuivi son engagement avec l'écurie Thiriet par TDS Racing mais a participé pour la première fois au championnat European Le Mans Series. Il s'engagea également dans le championnat le championnat de France FFSA GT avec l'écurie SOFREV ASP. La saison en European Le Mans Series débuta avec une Morgan LMP2 et a très bien commencé avec une victoire aux 4 Heures de Silverstone. Il a eu moins de réussite aux 4 Heures d'Imola avec une 5e place pour cause de problèmes de frein. À partir des 4 Heures du Red Bull Ring, l'écurie a remplacé la Morgan LMP2 par une Ligier JS P2 mais malheureusement, les trois dernières courses se soldèrent par trois abandons. Comme les saisons précédentes, il a participé aux 24 Heures du Mans. Pour cette troisième participation, il obtient son meilleur classement, une 6e place au général et une 2e place de la catégorie LMP2,. En Championnat de France FFSA GT, il a fini le championnat en 9e position avec 103 points en étant monté deux fois sur le podium dont une victoire.
En 2015, Ludovic Badey a poursuivi son engagement avec l'écurie Thiriet par TDS Racing dans le championnat European Le Mans Series mais l'écurie a troqué sa Ligier JS P2 pour une Oreca 05. La saison a été la meilleure de Ludovic Badey à ce niveau car il remporta les 4 Heures d'Imola et les 4 Heures d'Estoril, monta sur la deuxième du podium aux 4 Heures du Red Bull Ring et sur la troisième marche aux 4 Heures de Silverstone. Il finira ainsi le championnat des pilotes en 2e position. Comme les saisons précédentes, il a participé aux 24 Heures du Mans. Pour cette quatrième participation, la voiture réalisait une très belle performance en étant 2e de la catégorie LMP2 mais la course a été ruinée par un concurrent venu percuter la voiture.

## Palmarès

### 24 heures du Mans
| Année | Écurie                  | Copilotes                       | Voiture             | Classe | Tours | Pos. | Class Pos. |
| ----- | ----------------------- | ------------------------------- | ------------------- | ------ | ----- | ---- | ---------- |
| 2012  | Gulf Racing Middle East | Fabien Giroix Stefan Johansson  | Lola B12/80-Nissan  | LMP2   | 92    | Abd. | Abd.       |
| 2013  | Thiriet par TDS Racing  | Pierre Thiriet Maxime Martin    | Oreca 03-Nissan     | LMP2   | 310   | Abd. | Abd.       |
| 2014  | Thiriet par TDS Racing  | Pierre Thiriet Tristan Gommendy | Ligier JS P2-Nissan | LMP2   | 355   | 6e   | 2e         |
| 2015  | Thiriet par TDS Racing  | Pierre Thiriet Tristan Gommendy | Oreca 05-Nissan     | LMP2   | 204   | Abd. | Abd.       |

### European Le Mans Series
| Année | Ecurie                 | Châssis                  | Moteur                      | Classe | 1     | 2     | 3        | 4        | 5        | Position | Points |
| ----- | ---------------------- | ------------------------ | --------------------------- | ------ | ----- | ----- | -------- | -------- | -------- | -------- | ------ |
| 2014  | Thiriet par TDS Racing | Morgan LMP2 Ligier JS P2 | Nissan VK50VE 5,0 l V8 Atmo | LMP2   | SIL 1 | IMO 5 | RBR Abd. | LEC Abd. | EST Abd. | 8e       | 35     |
| 2015  | Thiriet par TDS Racing | Oreca 05                 | Nissan VK50VE 5,0 l V8 Atmo | LMP2   | SIL 3 | IMO 1 | RBR 2    | LEC 6    | EST 1    | 2e       | 91     |